# サリヴァン兄弟

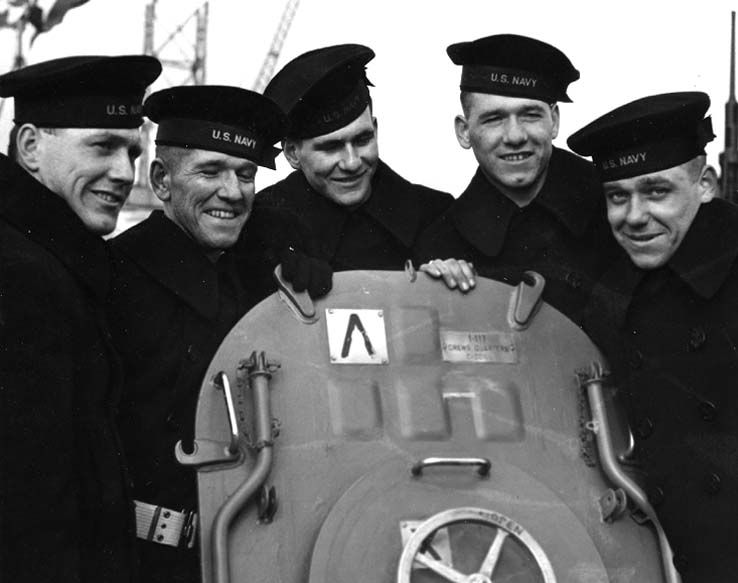
サリヴァン兄弟。左からジョゼフ、フランシス、アルバート、マディソン、ジョージ

サリヴァン兄弟（Sullivan brothers）とは、第二次世界大戦中にアメリカ海軍軽巡洋艦「ジュノー」に乗り組み、1942年11月13日の第三次ソロモン海戦直後に「ジュノー」が日本海軍の「伊号第二六潜水艦（伊26）」に撃沈された際、全員戦死した5人兄弟である。
兄弟はアイオワ州ウォータールー在住のトーマス・サリヴァン（1883年 - 1965年）とアレータ・サリヴァン（1895年 - 1972年）の子であり、構成は以下のとおりであった。
- ジョージ・トーマス・サリヴァン（George Thomas Sullivan）：1914年12月14日生まれ、27歳。二等掌砲手（1941年5月に三等掌砲手から昇進）
- 「フランク」フランシス・ヘンリー・サリヴァン（Francis "Frank" Henry Sullivan）：1916年2月18日生まれ、26歳。操舵手（1941年5月に一等水兵から昇進）
- 「ジョー」ジョゼフ・ユージーン・サリヴァン（Joseph "Joe" Eugene Sullivan）：1918年8月28日生まれ、24歳。二等水兵
- 「マット」マディソン・アベル・サリヴァン（Madison "Matt" Abel Sullivan）：1919年11月8日生まれ、23歳。二等水兵
- 「アル」アルバート・レオ・サリヴァン（Albert "Al" Leo Sullivan）：1922年7月8日生まれ、20歳。二等水兵

## 概要

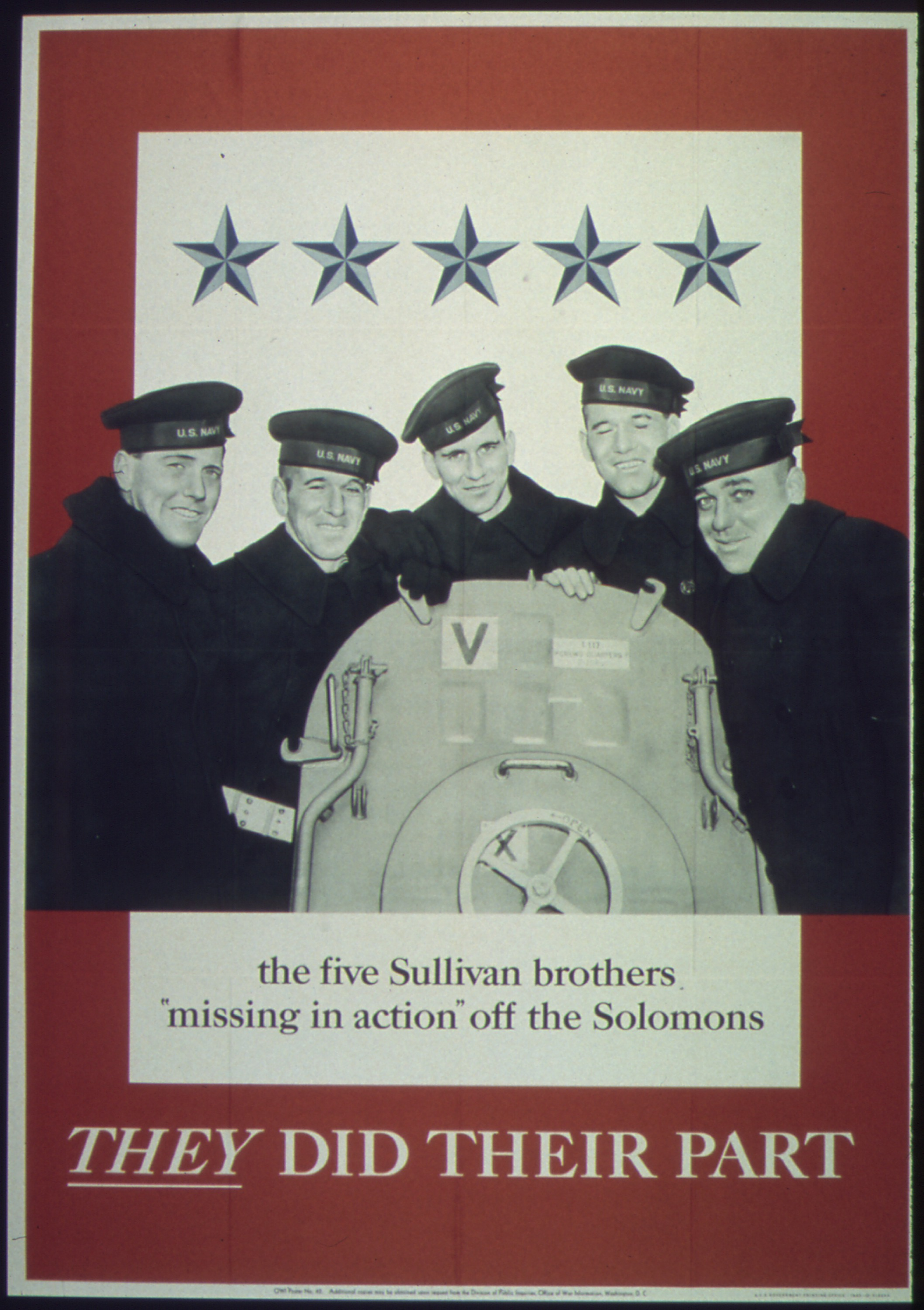
戦時中に作成されたサリヴァン兄弟のポスター。出征将兵家族の小旗 (Service Flag) をモチーフにしている。
「彼らは自らの務めを果たした」

兄弟のうち、ジョージとフランシスは真珠湾攻撃の時点でアメリカ海軍に入隊しており、ジョゼフ、マディソンおよびアルバートは1942年1月3日にアメリカ海軍に入隊した。2月13日に「ジュノー」が竣工すると、兄弟全員が「ジュノー」に配置された。
「ジュノー」は1942年8月からのガダルカナル島の戦いからソロモン方面の戦闘に加わり、1942年11月13日の第三次ソロモン海戦で魚雷命中により損傷したあと、海戦を生きながらえた他の艦艇とともに後方基地のエスピリトゥサント島に向けて後退し始めたが、同じ日の午後に伊26から発射された3本の魚雷のうち、1本が「ジュノー」の弾薬庫付近に命中して大爆発を起こし、「ジュノー」は轟沈した。
「ジュノー」とともに避退中の僚艦「へレナ」 艦長ギルバート・C・フーバー大佐は損傷艦が多い味方任務部隊の最上級者で臨時に部隊を指揮していたが、フーバーは「ジュノー」の轟沈を見て生存者の存在に懐疑的になり、生存者がいる可能性にかけて艦を止めて捜索したところで日本潜水艦の格好の餌食になるだけだと判断し、生存者の捜索のために他の艦船や航空機の出動を南太平洋軍司令部に要請した上で、近在を哨戒中のB-17にも合図を送って捜索を依頼したあと、任務部隊にそのままエスピリトゥサントへ向かうよう指示した。なお、フーバーの一連の行為は南太平洋軍司令官ウィリアム・ハルゼー大将の不興を買い、フーバーは「ヘレナ」艦長の職を解かれる。しかし、太平洋艦隊司令長官チェスター・ニミッツ大将はハルゼーの決定に疑問を呈し、1943年に入って参謀長を務めたロバート・カーニー少将もニミッツが正しいと進言したため、ハルゼーは自分の決定の間違いを認めて謝罪し、フーバーの名誉回復に努めた。
実際にはフーバーの見立てとは異なり、「ジュノー」轟沈時には100名ほどの生存者がおり、漂流を続けていた。悪いことは重なり、フーバーの合図を受けたB-17は無線封止を解いておらず、数時間後に着陸するまで司令部に生存者捜索の伝言を渡していなかった。しかも、その伝言は司令部の中で他の報告書の中に紛れ込み、数日間気づかれることはなかった。これにより、司令部は即座に捜索活動を行うことができず、数日後に捜索のために航空機を出動させていなかったことに気づいて遅ればせながら出動させたものの、その間に放置された「ジュノー」の生存者は飢えや乾き、さらにはサメの攻撃にさらされ多くが重傷を負った。沈没から8日後、ようやくPBY カタリナによって10名の生存者が発見され、救助された。この生存者の口から、兄弟の運命が判明した。
証言によれば、フランシス、ジョゼフとマディソンは轟沈時に「ジュノー」と運命を共にし、アルバートは翌日に溺れ死んだ。残るジョージは4日か5日の間は救命いかだに乗って生存していたが、やがて高ナトリウム血症によるせん妄に苦しみ、いつしか姿を消していた。アメリカ海軍は日本側に「ジュノー」の喪失を悟られないよう沈没の事実の公表を差し止めさせたが、やがて兄弟からの手紙が自宅に届かなくなった両親が不思議に思うようになった。両親は1943年1月12日に兄弟全員の戦死を知らされる。その日の朝、トーマスはいつものように出勤の支度をしていたが、そこに制服を着用した海軍少佐と医師、兵曹が家を訪ねてきた。「私たちは、あなたがたの子息に関する知らせを持ってきた」と将校が告げると、トーマスは兄弟の誰かが戦死したのかと聞き返した。将校は言う。「申し訳がないが、5人全員です」。
兄弟は男ばかりではなく、ジュヌビェーブ（1917年 - 1975年）という女性の兄弟もおり、アルバートは既婚者で妻と息子が遺された。フランクリン・ルーズベルト大統領はトーマスとアレータに対して宛てた手紙で「戦うサリヴァン兄弟は国民的英雄である」と、その死を悼んだ。ローマ教皇ピウス12世も、兄弟の死を悼んで銀のメダルとロザリオ、そして彼自身のメッセージをトーマスとアレータに送った。アイオワ州会は上院および下院で兄弟への追悼決議を行った。
トーマスとアレータは戦争の残りの期間を工場や造船所に顔を見せるようになり、またアレータはフレッチャー級駆逐艦の一艦で兄弟にちなんで命名された「ザ・サリヴァンズ」の進水式に参加した。

## 伝説

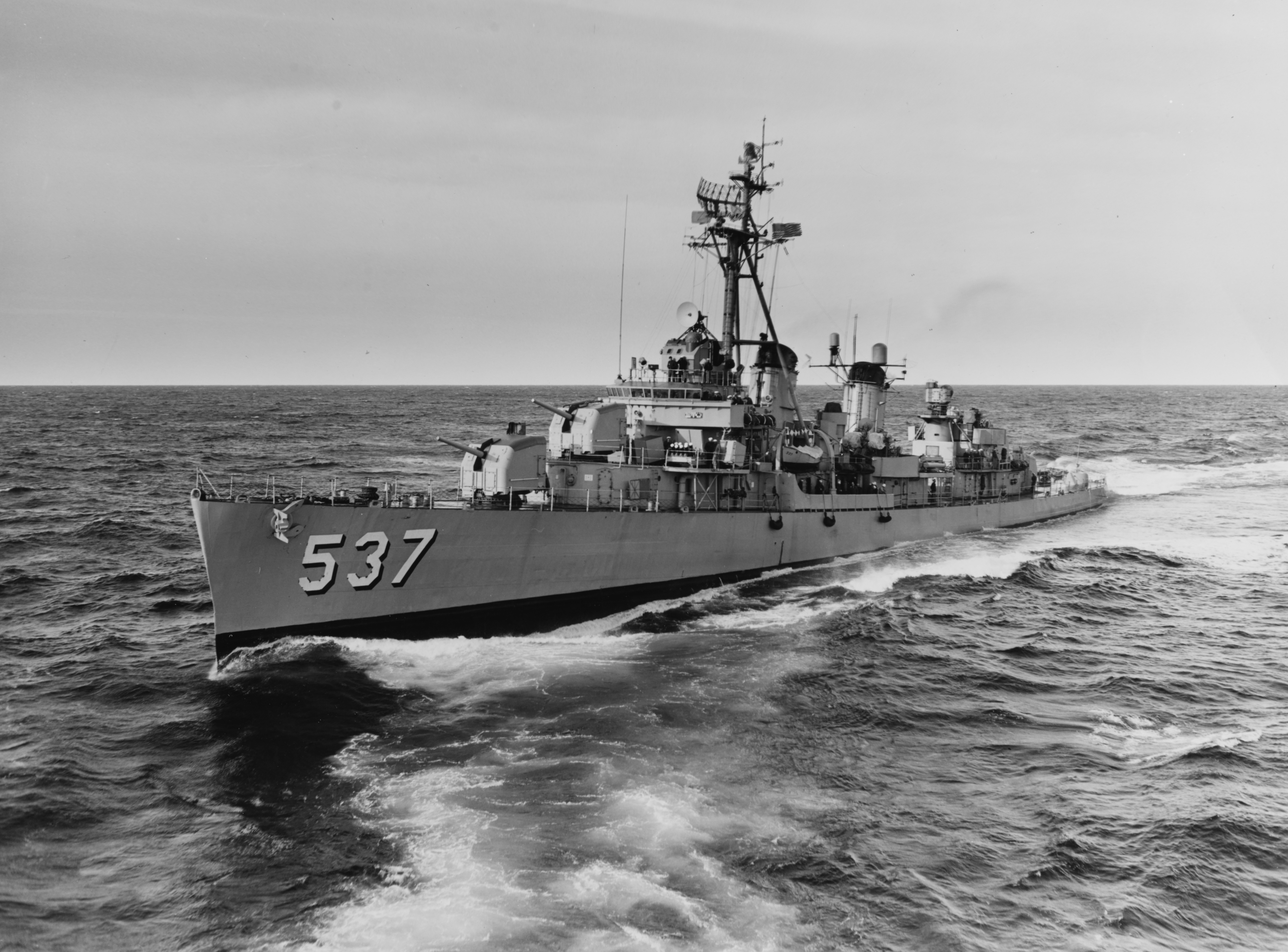
フレッチャー級駆逐艦「ザ・サリヴァンズ」（1962年撮影）

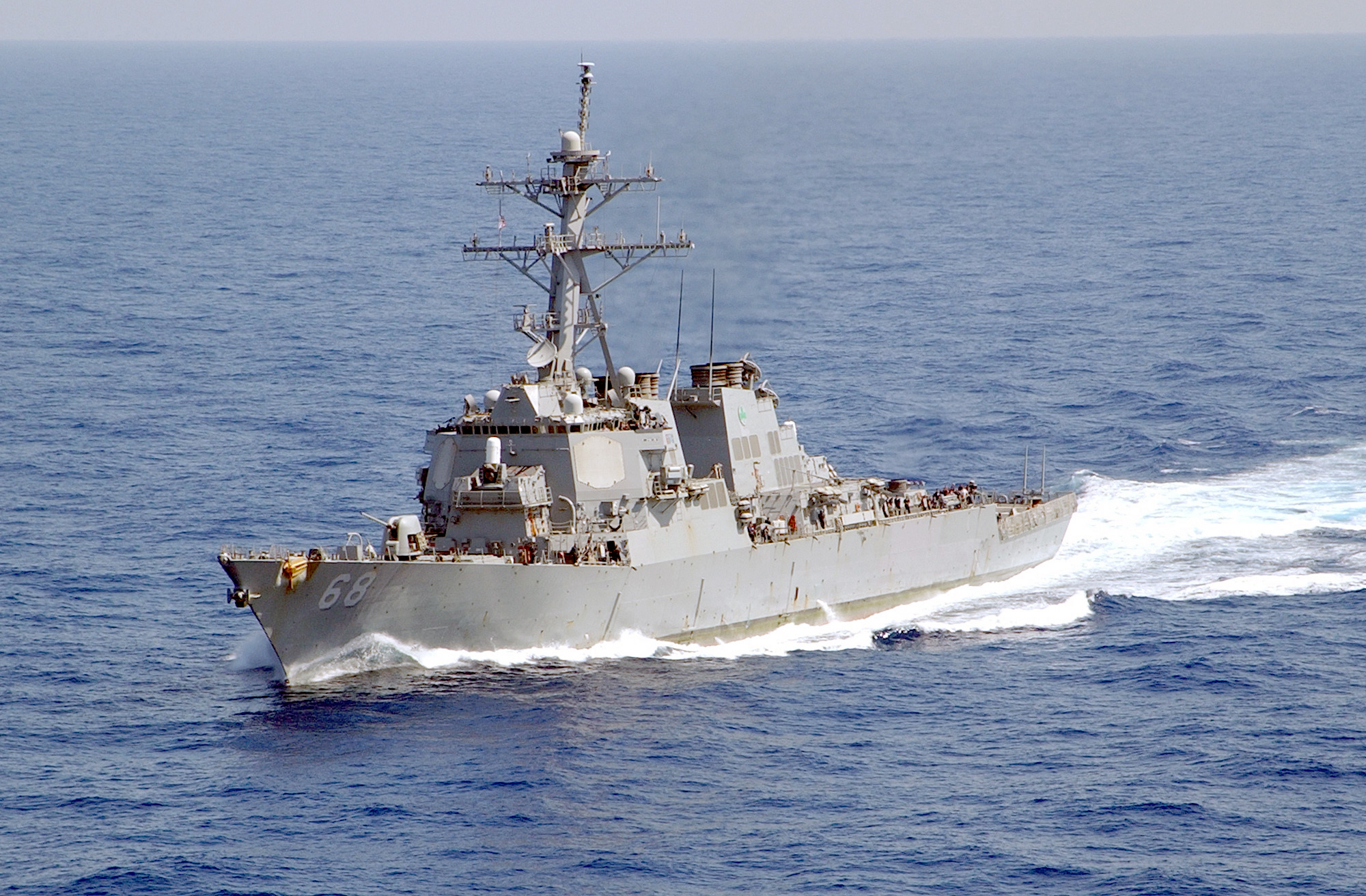
アーレイ・バーク級ミサイル駆逐艦「ザ・サリヴァンズ」

- サリヴァン兄弟の戦死から2年数か月後、ボルグストロム兄弟（英語版）の兄弟4人が相前後して戦死するという悲劇があり、この2つの悲劇がアメリカ合衆国陸軍省にソウル・サバイバー・ポリシーを導入させる直接の原因となった[7]。
- フレッチャー級駆逐艦「ザ・サリヴァンズ」とアーレイ・バーク級ミサイル駆逐艦「ザ・サリヴァンズ」はサリヴァン兄弟を讃えて命名されたが、フレッチャー級駆逐艦の方はアメリカ海軍艦艇で初めて複数の人物にちなんで命名された。両艦とも艦のモットーは「我々はいつも一緒だ」 (We stick together.) である[8]。また、2隻の元乗組員によって結成されたザ・サリヴァンズ協会は、2011年9月25日に兄弟の故郷であるウォタールーで同窓会を実施した。サリヴァンズ・パークに集合した参加者は、両親や妹が眠るカルバリー墓地や植物園、サリヴァン家の近所などを訪問した[9]。なお、ジョージ、マディソン、アルバートはアーリントン国立墓地に[10][11][12]、フランシス、ジョゼフはマニラのアメリカ軍追悼施設に[13][14]、それぞれ慰霊碑が建てられている。
- サリヴァン兄弟の物語は、1944年にロイド・ベーコン監督によって『サリヴァン兄弟』（のちに『戦うサリヴァン兄弟（英語版）』と改題）として映画化された。この映画はスティーヴン・スピルバーグ監督による1998年公開の映画『プライベート・ライアン』に少なからぬ影響を与えた[15]。スピルバーグ自身、サリヴァン兄弟とニーランド兄弟のエピソードが『プライベート・ライアン』製作にインスピレーションを与えたと述べている[16]。作中でも、サリヴァン兄弟の轍を踏まないよう、ライアン四兄弟を異なる配置に分散させたいう趣旨のセリフがある。
- 横須賀海軍施設内にある「ザ・サリヴァンズ・スクール」も、サリヴァン兄弟を記念して命名されている[17]。